# Новоапостолска црква
Новоапостолска црква је секта коју је основао Фридрих Вилхелм Шварц. У свету постоји пет милиона припадника новоапостолске цркве а њена централа налази се у Швајцарској. Основни циљ ове верске заједнице је уједињење свих вера у једну хришћанску веру. У овој заједници не постоје свештеничке одоре нити црквене реликвије, једини симбол је крст који израња из воде док иза њега стоји Сунце.
Основне организационе јединице у овој заједници јесу општине које обухватају више објеката, општине су уједињене у срезове на чијем су челу срески апостоли, главно вођење свих новоапостолских општина припада велеапостолу. Фридрих је такође тврдио да је апостол. У заједници је дозвољено пушење, алкохол као и абортуси.